# 신재훈 (1981년)
신재훈(1981년 11월 13일 ~ )은 대한민국의 배우이다.

## 학력
- 영산대학교

## 출연작

### 영화
- 《어서오시게스트하우스》 (2020년) - 원종 역
- 《종합보험》 (2017년) - 남편 역

### 드라마
- 《어쩌다 전원일기》 (2022년, 카카오TV) - 양선생 역 ep.2
- 《아이돌: 더 쿠데타》 (2021년, JTBC) - 모가진 역
- 《언더커버》 (2021년, JTBC) - 조형사 역
- 《모범형사》 (2020년, JTBC) - 정한일보 백기자 역
- 《달리는 조사관》 (2019년, OCN) - 조성준 기자 역
- 《죽어도 좋아》 (2018년, KBS2) -
- 《하백의 신부 2017》 (2017년, tvN) - 유상유 역
- 《마녀의 법정》 (2017년, KBS2) - 지하철 몰카범 창수 역
- 《옥중화》 (2016년, MBC) -
- 《너를 기억해》 (2015년, KBS2) - 장일주 역
- 《미생》 (2014년, tvN) - 유형기 대리 역
- 《아랑사또전》 (2012년, MBC) - 마을 사람 역

### 연극
- 《소리의 위력》
- 《원전유서》
- 《서툰사람들》
- 《베를린의 개똥이》

### 뮤지컬
- 《힐링하트》

### 광고
- BBQ
- 웨이브
- 한빛 KOEA GLOW